# 紐約廣場一號
紐約廣場一號（英語：One New York Plaza）是一座位於美國紐約曼哈頓的商業寫字樓大廈。位於南街（South St.）與白廳街（Whitehall St.）的分岔路上，紐約廣場一號是曼哈頓島上為數眾多的摩天大樓群裡面，位置最南的一棟。建成於1969年的紐約廣場一號樓高50層，是當年著名的摩天大廈，大樓內知名的租戶包括知名的投資銀行高盛（Goldman Sachs）。1970年8月曾經發生火警，造成2人死亡。
紐約廣場一號是一棟50層樓高到建築，這場火災發生在33層，工作人員在32層樓發現火災’  兩名警衛及一名電話公司人員意圖去39樓通知人們火警的發生，但是電梯因為火災被影響導致電梯卻停在33樓起火層，導致兩名警衛在卡在電梯內死亡，事後發現電梯內用的供氣風扇 早在火災發生初期就故障了

## 相關
- 紐約證券交易所

## 外部參考
- 紐約 One New York Plaza 相冊 （页面存档备份，存于）

40°42′08″N 74°00′42″W / 40.70214°N 74.01175°W